# Verbandsgemeinde Prüm
Verbandsgemeinde Prüm is een Verbandsgemeinde in de Eifelkreis Bitburg-Prüm in de Duitse deelstaat Rijnland-Palts. Verbandsgemeinde Prüm telt 21.531 inwoners.

## Gemeenten
De Verbandsgemeinde Prüm bevat de volgende 44 gemeenten (Ortsgemeinde):
| - Auw bei Prüm - Bleialf - Brandscheid (Eifel) - Buchet (Eifel) - Büdesheim (Eifel) - Dingdorf - Feuerscheid - Fleringen - Giesdorf - Gondenbrett - Großlangenfeld | - Habscheid - Heckhuscheid - Heisdorf - Hersdorf - Kleinlangenfeld - Lasel - Masthorn - Matzerath - Mützenich - Neuendorf (Eifel) - Niederlauch | - Nimshuscheid - Nimsreuland - Oberlascheid - Oberlauch - Olzheim - Orlenbach - Pittenbach - Pronsfeld - Prüm - Rommersheim - Roth bei Prüm | - Schönecken - Schwirzheim - Seiwerath - Sellerich - Wallersheim (Eifel) - Watzerath - Wawern (Eifel) - Weinsheim (Eifel) - Winringen - Winterscheid - Winterspelt (Eifel) |

Verbandsvrije stad:  Bitburg